# Хеб-сед
Хеб-сед — древнеегипетский «праздник хвоста», который с пышностью отмечался в 30 год правления фараона и затем, как правило, каждые следующие три года его царствования. Только Эхнатон и царица Хатшепсут отметили хеб-сед раньше этого срока: на четвёртом и в 16 году своих правлений соответственно.
Зачастую празднование сопровождалось возведением особого храма, из которых наиболее известен храмовый комплекс, возведённый Осорконом II в Бубастисе. Праздник имеет древнее происхождение и, по-видимому, отмечался уже во времена Дена и Джосера. Хвост животного был в то время необходимым предметом царского облачения; позднее в церемониалах его заменил джед.
Зачатки этой традиции теряются в древности. По прошествии определённого времени правитель должен был всенародно доказать свою силу, дабы продолжать властвовать, ибо от его силы зависела не только способность защитить страну от врагов, но, по тогдашним представлениям, и урожайность земли, плодовитость скота, счастье и благоденствие подданных; если он не мог доказать свою силу, его умерщвляли и заменяли молодым. Подобного рода обязанностей у египетского царя было немало; так, согласно мифу о Хоре и Сете, он должен был, к примеру, нанести поражение вражескому предводителю. В позднейшие времена правители выполняли эту обязанность лишь символически, согласно установленному ритуалу. Все эти свои многочисленные обязанности царь должен был выполнять и в загробной жизни, где он по-прежнему оставался властителем и богом.